# Lilla hjärtetjuven
Lilla hjärtetjuven är en amerikansk musikal och familjefilm från 1935 i regi av Irving Cummings. Huvudrollen innehas av Shirley Temple. I filmen framför hon bland annat låtarna "Animal Crackers in My Soup" och "When I Grow Up" som också kom att bli populära hitlåtar.

## Rollista
- Shirley Temple - Elizabeth
- John Boles - Edward Morgan
- Rochelle Hudson - Mary Blair
- Jane Darwell - Mrs. Denham
- Rafaela Ottiano - Mrs. Higgins
- Esther Dale - Genevieve Graham
- Etienne Girardot - Mr. Wyckoff
- Arthur Treacher - Reynolds, butler
- Maurice Murphy - Jimmie
- Billy Gilbert - kocken (ej krediterad)